# 薛一鹗
薛一鹗（？—1636年），字百当，明朝末年官员，北直隶定兴（今河北省定兴县）人。
薛一鹗贡生出身，担任黄州通判时，荆王姬诬告其他姬妾鸩杀世子，薛一鹗查明其诬。宦官传太妃之命，让他结案，他还是为其伸冤。升任为兰州知州。兰州北有田地被番人占领，徐吏把这些田地的赋税分派给他户，后田地收回，被卫卒占据，百姓出了三十年的田赋，薛一鹗查明，革除其害。崇祯九年（1636年），他和同乡太常少卿鹿善继守定兴城，清兵攻下定兴，一起遇害。